# Mandoc
Mandoc ist ein Ort in Äquatorialguinea.

## Lage
Der Ort liegt im Südosten der Provinz Wele-Nzas und nur wenige Kilometer nördlich des Ortes Nsok, der dem Verwaltungsbezirk auch seinen Namen gibt.
Eine von Nord nach Süden verlaufende Straße verbindet die dicht beieinander liegenden Ortschaften Mbula, Asasi, Masá, sowie Nsok und Mban von Norden nach Süden.

## Klima
Nach dem Köppen-Geiger-System zeichnet sich Mandoc durch ein tropisches Klima mit der Kurzbezeichnung Am aus.